# Коротаева, Евгения Владиславовна
Евге́ния Владисла́вовна Корота́ева (род. 8 февраля 1960, Свердловск) — российский педагог, доктор педагогических наук, профессор, заведующая кафедрой педагогики и психологии детства ФГБОУ ВПО «Уральский государственный педагогический университет», действительный член Академии педагогических и социальных наук, член Уральского отделения Российской академии образования, основатель научной школы «Педагогика взаимодействий в образовательном пространстве», Почётный работник высшего профессионального образования Российской Федерации. Занимается проблемами педагогики взаимодействия, психодидактикой, педагогики высшей школы, применением ИКТ в образовании, социологией образования, педагогическими технологиями в образовании. Включена в энциклопедию Who is Who.

## Биография
В 1982 году с отличием окончила филологический факультет УрГУ им. А. М. Горького, после окончания вуза работала учителем русского языка и литературы. В 1988 году устраивается работать в УрГПУ и защищает кандидатскую диссертацию по педагогике «Ситуация успеха как фактор воспитания положительного отношения к учению у младших подростков (на уроках литературы)» под научным руководством уральского педагога Августа Соломоновича Белкина. В 1997 г. Евгении Владиславовне присвоено ученое звание доцента. В 2000 г. защищена докторская диссертация по специальности 13.00.01 «Педагогика взаимодействий в современном образовательном процессе», после чего присвоено ученое звание профессора. С 2002 г. Е. В. Коротаева работает заведующей кафедрой педагогики и психологии детства. Двое детей — сын Петр и дочь Анна.

## Научная деятельность
Под научным руководством Е. В. Коротаевой защищено 24 кандидатских диссертаций по различным актуальным проблемам образования (Педагогика взаимодействия, проблемы преемственности, дошкольная педагогика и др.). Она является автором более 300 научных публикаций, является одним из ведущих современных ученых в сфере педагогики взаимодействий и психодидактики, что подтверждается, почетными грамотами и благодарности Министерства образования РФ, а также Свердловской области. На работы Евгении Владиславовны ссылаются при защите кандидатских и докторских работ по педагогике (Белякова Е. Г. ; Кузнецова С. В. ; Дмитриева Л. Г. и др.). В докторской диссертации Е. В. Коротаевой и других работах представлено изучение «педагогики взаимодействий», и отмечена необходимость изучения этого явления на «уровне методологии педагогических исследований».
За свою педагогическую деятельность отмечена дипломом Фонда развития отечественного образования за участие в конкурсе на лучшую научную книгу среди преподавателей высших учебных заведений (2004, 2007, 2008, 2011, 2012 годы). Её монография «Педагогические взаимодействия и технологии: вопросы теории и практики» отмечена и поддержана грантом Российского гуманитарного научного фонда. Коллективная монография «Теория и практика педагогических взаимодействий в современной системе образования» (Новосибирск, 2010) отмеченная Национальным сертификатом качества за лучший информационный проект. Решением Президиума Российской Академии Естествознания в 2009 г. Е. В. Коротаевой присвоено почетное звание «Основатель научной школы». В 2010 и 2012 годах заявки Е. В. Коротаевой выигрывали в конкурсе федеральных целевых программ «Научные и научно-педагогические кадры инновационной России на 2009—2013 гг.», в рамках которых проведены конференции «Школа педагогических взаимодействий: вчера, сегодня, завтра: сборник материалов (тезисов и статей по материалам Всероссийской конференции с элементами научной школы для молодых учителей)» (2010 г.) «Педагогика взаимодействий: концепции, подходы, технологии» (2012 г., 120 участников конференции) и повышение квалификации для молодых педагогов. В 2012 г. победитель книжного конкурса Российской коммуникативной ассоциации в номинации «педагогическая, учебная коммуникация». Е. В. Коротаева имеет грифы МО РФ и УМО на ряд учебных пособий (1999, 2003, 2007, 2008, 2009 гг.).
Е. В. Коротаева сотрудничает с журналами «Дошкольное воспитание», «Русский язык в школе», «Директор школы». Является членом редакционной коллегии журнала из перечня РИНЦ «Педагогическое образование» и ответственной за научные направления «Общие вопросы образования» и «Профессиональное образование» в журнале теоретических и прикладных исследований «Образование и наука. Известия УрО РАО». Публиковалась в газете «Первое сентября», таких известных журналах как «Педагогика», (Импакт-фактор РИНЦ 2010 — 0,625), «Международный журнал прикладных и фундаментальных исследований» (Импакт-фактор РИНЦ 2010 — 0,167), «Философия образования» (Импакт-фактор РИНЦ 2010 — 0,544). Сотрудничает с проектом Дети-66.ru. Имеет 27 статей в журналах, включенных в список научных журналов ВАК и 29 статей из перечня РИНЦ, с числом цитирований российских журналов из перечня ВАК — 93. Участник программных комитетов крупных научных конференций, таких как научно-практическая конференция «Современный учитель — социально-профессиональный портрет и взгляд в будущее», международная конференция «Современное открытое образовательное пространство: проблемы и перспективы», научно-практическая конференция с международным участием «Управление инновационным образованием» и др. Участник форума педагогических династий «Диалог поколений», является одним из авторов проекта «Педагогические династии Свердловской области».

## Публикации
Коротаева Е. В. Хочу, могу, умею — обучение, погруженное в общение. — М. : КСП : Ин-т психологии РАН, 1997. Тираж 15000 экземпляров ISBN 5-201-02228-6
Коротаева Е. В. Директор — учитель — ученик: пути взаимодействия — М. : Сентябрь, 2000. — 144 с. — (Библиотека журнала «Директор школы»; вып. 5.) Тираж 6000 экземпляров
Коротаева Е. В. Обучающие технологии в познавательной деятельности школьников — М. : Сентябрь, 2003. — 176 с. — (Библиотека журнала «Директор школы»; вып. 2). Тираж 5500 экземпляров
Коротаева Е. В. Психологические основы педагогического взаимодействия : учеб. пособие для студентов высш. пед. учеб. заведений — М.: Профит Стайл, 2007
Коротаева Е. В. Педагогические взаимодействия и технологии: монография. — М.: Academia, 2007
Коротаева Е. В. Педагогическое взаимодействие: опыт проблемного анализа / Урал. гос. пед. ун-т. Екатеринбург, 2008
Теория и практика педагогических взаимодействий в современной системе образования: коллективная монография / Е. В. Коротаева, Т. Л. Аракелова, Т. В. Безродных и др.; Под ред. Е. В. Коротаевой. — Новосибирск: ЦРНС, 2010
Коротаева Е. В. Педагогика взаимодействий: теория и практика: монография. — LAP Lambert Academic Publishing GmbH & Co,KG, Germany, 2011
1. ↑  Who is Who в России — Who is Who в России. Дата обращения: 27 августа 2012. Архивировано из оригинала 1 ноября 2011 года.
2. ↑  http://library.uspu.ru/i/inst/files/resources/resources.../korotaeva.doc (недоступная+ссылка)
3. ↑  Диссертация на тему «Смыслообразование в педагогическом взаимодействии» автореферат по специальности ВАК 13.00.01 — Общая педагогика, история педагогики и образования | disser … Дата обращения: 23 августа 2012. Архивировано 3 мая 2012 года.
4. ↑  ИБЦ — Главная страница
5. ↑  Диалогический подход к формированию психологической готовности будущего учителя к субъект-субъектному педагогическому взаимодействию. Дата обращения: 23 августа 2012. Архивировано 4 марта 2016 года.
6. ↑  Архивированная копия. Дата обращения: 24 августа 2012. Архивировано 9 марта 2016 года.
7. ↑  Новости. Дата обращения: 17 августа 2012. Архивировано из оригинала 25 июля 2012 года.
8. ↑  V КОНКУРС «ЛУЧШАЯ КНИГА ПО КОММУНИКАТИВНЫМ НАУКАМ И КОММУНИКАТИВНОМУ ОБРАЗОВАНИЮ». Дата обращения: 24 августа 2012. Архивировано 11 октября 2012 года.
9. ↑  Русский язык в школе. Дата обращения: 26 августа 2012. Архивировано из оригинала 4 марта 2016 года.
10. ↑  eLIBRARY.RU - Журнал "Педагогическое образование"
11. ↑  Редакция. Дата обращения: 26 августа 2012. Архивировано 4 марта 2016 года.
12. ↑  Психологизация совр. учеб.-воспит. процесса. Дата обращения: 26 августа 2012. Архивировано 4 марта 2016 года.
13. 1 2  «О детстве» — Портал для детей, родителей и педагогов. Дата обращения: 25 августа 2012. Архивировано 29 августа 2012 года.
14. ↑  eLIBRARY.RU - Коротаева Евгения Владиславовна - Анализ публикационной активности
15. ↑  НПК «Современный учитель — социально-профессиональный портрет и взгляд в будущее» | «Образование Урала». Дата обращения: 26 августа 2012. Архивировано 17 марта 2012 года.
16. ↑  Архивированная копия. Дата обращения: 26 августа 2012. Архивировано 10 марта 2016 года.
17. ↑  Наука. Дата обращения: 26 августа 2012. Архивировано из оригинала 20 августа 2011 года.
18. ↑  /http://www.uspu.ru/vse-novosti/910-forum-pedagogicheskih-dinastij-sverdlovskoj-oblasti-i-regionalnaja-konferencija-posvjaschennaja-obrazu-sovremennogo-uchitelja (недоступная+ссылка)